# Championnat de Guinée-Bissau de football 1975-1976
Navigation
Édition précédente Édition suivante
La saison 1975-1976 du Championnat de Guinée-Bissau de football est la deuxième édition de la Primeira Divisião, le championnat de première division en Guinée-Bissau. Quatorze équipes se retrouvent au sein d'une poule unique où elles s'affrontent à deux reprises. En fin de saison, il n'y a aucune équipe reléguée et deux formations de Segunda Divisião sont promues.
C'est le UDI Bissau qui remporte la compétition cette saison après avoir terminé en tête du classement final, avec trois points d'avance sur le Sporting Clube de Bissau et huit sur Sport Bissau e Benfica. C'est le premier titre de champion de Guinée-Bissau de l'histoire du club.

## Les clubs participants
- Sporting Clube de Bissau
- Sporting Clube de Bafatá
- UDI Bissau
- Sport Bissau e Benfica
- Ténis Clube de Bissau
- Desportivo de Gabú
- Clube de Futebol "Os Balantas"
- Ajuda Sport de Bissau
- Estrela Negra de Bolama
- Atlético Clube de Bissorã
- Desportivo Recreativo Cultural de Farim
- Bula Futebol Clube
- Futebol Clube de Cantchungo
- Futebol Clube de Tombali - Promu de deuxième division

## Compétition

### Classement
Le classement est établi sur le barème de points suivant : victoire à 2 points, match nul à 1, défaite à 0.
| Rang | Équipe                                  | Pts | J  | G  | N  | P  | Bp | Bc | Diff |
| ---- | --------------------------------------- | --- | -- | -- | -- | -- | -- | -- | ---- |
| 1    | UDI Bissau                              | 45  | 25 | 22 | 1  | 2  | 83 | 25 | +58  |
| 2    | Sporting Clube de BissauC               | 42  | 26 | 19 | 4  | 3  | 54 | 17 | +37  |
| 3    | Sport Bissau e Benfica                  | 37  | 25 | 16 | 5  | 4  | 47 | 15 | +32  |
| 4    | Sporting Clube de Bafatá                | 30  | 26 | 12 | 6  | 8  | 42 | 33 | +9   |
| 5    | Desportivo Recreativo Cultural de Farim | 27  | 26 | 12 | 3  | 11 | 43 | 33 | +10  |
| 6    | Ténis Clube de Bissau                   | 27  | 26 | 8  | 11 | 7  | 34 | 37 | -3   |
| 7    | Clube de Futebol "Os Balantas"T         | 23  | 23 | 9  | 5  | 9  | 37 | 35 | +2   |
| 8    | Ajuda Sport de Bissau                   | 22  | 25 | 7  | 8  | 10 | 35 | 30 | +5   |
| 9    | Bula Futebol Clube                      | 19  | 24 | 8  | 3  | 13 | 32 | 43 | -11  |
| 10   | Desportivo de Gabú                      | 19  | 24 | 7  | 5  | 12 | 33 | 45 | -12  |
| 11   | Futebol Clube de Cantchungo             | 18  | 25 | 6  | 6  | 13 | 34 | 53 | -19  |
| 12   | Futebol Clube de TombaliP               | 17  | 21 | 5  | 7  | 9  | 28 | 45 | -17  |
| 13   | Estrela Negra de Bolama                 | 14  | 23 | 5  | 4  | 14 | 32 | 56 | -24  |
| 14   | Atlético Clube de Bissorã               | 4   | 25 | 1  | 2  | 22 | 15 | 82 | -67  |

|  | Qualification pour la Coupe des clubs champions africains 1977                                |
|  | Qualification pour la Coupe des Coupes 1977                                                   |
|  | T : Tenant du titre C : Vainqueur de la Coupe de Guinée-Bissau P : Promu de deuxième division |

## Bilan de la saison
| Championnat de Guinée-Bissau de football 1975-1976 |                                             |
| Champion                                           | UDI Bissau (1er titre)                      |
| Coupes et trophées                                 |                                             |
| Vainqueur de la Coupe de Guinée-Bissau 1975-1976   | Sporting Clube de Bissau                    |
| Qualifications continentales                       |                                             |
| Coupe des clubs champions africains 1977           | UDI Bissau                                  |
| Coupe des Coupes 1977                              | Sporting Clube de Bissau                    |
| Promotions et relégations                          |                                             |
| Promus en Primeira Divisião                        | Grupo Desportivo Recreativo e Cultural FARP |
| Promus en Primeira Divisião                        | Futebol Clube de Buba                       |
| Relégués en Segunda Divisião                       | Aucun                                       |